# ریچارد چاپلو
ریچارد چاپلو (انگلیسی: Richard Chaplow؛ زادهٔ ۲ فوریهٔ ۱۹۸۵) بازیکن فوتبال اهل بریتانیا است.
از باشگاه‌هایی که در آن بازی کرده‌است می‌توان به باشگاه فوتبال وست برومویچ آلبیون، باشگاه فوتبال دونکستر راورز، باشگاه فوتبال پرستون نورث اند، باشگاه فوتبال ساوت‌همپتون، باشگاه فوتبال ایپسویچ تاون، باشگاه فوتبال میلوال، و باشگاه فوتبال برنلی اشاره کرد.
وی همچنین در تیم‌های ملی فوتبال زیر ۱۹ سال انگلستان، زیر ۲۰ سال انگلستان، و زیر ۲۱ سال انگلستان بازی کرده‌است.